# Ispitivanje bezbednosti eksploziva
Ispitivanje bezbednosti eksploziva je ključna oblast unutar nauke o eksplozivima i bezbednosne inženjerije, koja se bavi proučavanjem, analizom i evaluacijom karakteristika eksplozivnih materijala kako bi se osigurala njihova bezbedna upotreba, skladištenje i transport. Ova disciplina uključuje različite metode i tehnike koje se koriste kako bi se identifikovali potencijalni rizici i opasnosti povezani sa eksplozivnim supstancama, kao i da bi se utvrdile mere koje je potrebno preduzeti kako bi se minimizirali ti rizici. Ova oblast je od suštinskog značaja u vojsci, industriji, građevinarstvu, kao i u civilnim aplikacijama gde se eksplozivi koriste za razne namene, od rušenja objekata do rudarskih operacija. Proces ispitivanja bezbednosti eksploziva uključuje brojne metode i standarde, a takođe je usko povezan sa zakonodavnim okvirom koji reguliše ove materijale.
Testiranje bezbednosti eksploziva uključuje određivanje različitih svojstava različitih energetskih materijala koji se koriste u komercijalnim, rudarskim i vojnim primenama. Veoma je poželjno izmeriti uslove pod kojima se eksploziv može aktivirati iz nekoliko razloga, uključujući: bezbednost pri rukovanju, bezbednost u skladištenju i bezbednost u upotrebi.
Bilo bi veoma teško obezbediti apsolutnu skalu osetljivosti u odnosu na različita svojstva eksploziva. Zbog toga je generalno potrebno da se jedno ili više jedinjenja smatra standardom za poređenje sa onim jedinjenjima koja se testiraju. Na primer, neki pojedinci smatraju PETN primarnim eksplozivom, a sekundarnim eksplozivom drugi. Kao opšte pravilo, PETN se smatra ili relativno neosetljivim primarnim eksplozivom, ili jednim od najosetljivijih sekundarnih eksploziva. PETN može biti detoniran udarcem čekićem o tvrdu čeličnu površinu (veoma opasna stvar), i generalno se smatra najmanje osetljivim eksplozivom sa kojim se to može učiniti. Zbog ovih činjenica i drugih razloga, PETN se smatra jednim od standarda po kome se mere drugi eksplozivi.
Drugi eksploziv koji se koristi kao standard za kalibraciju je TNT, kome je data proizvoljna brojka neosetljivosti od 100. Drugi eksplozivi bi se zatim mogli uporediti sa ovim standardom.

## Vrste ispitivanja bezbednosti
Pošto postoje različiti načini za aktiviranje eksploziva, tako postoje nekoliko različitih komponenti za ispitivanje bezbednosti eksploziva:
- Ispitivanje na udar: Ispitivanje eksploziva na udar se vrši ispuštanjem fiksne težine na pripremljeni uzorak eksploziva koji se ispituje sa date udaljenosti. Težina se oslobađa, utiče na uzorak i rezultat se beleži. Udarne udaljenosti se određuju i rezultati se analiziraju testom osetljivosti i odabranim metodama analize. Dve najčešće metode testa osetljivosti i analize su Brucetonova analiza i Neier d-optimalni test. Ove metode omogućavaju korisniku da odredi nivo inicijacije od 50% (udaljenost na koju će 50% uzoraka „ići”) i standardnu devijaciju. Ispitivanje na udar se takođe može izvršiti sa tečnim uzorcima zatvorenim u posebnim ćelijama.

- Ispitivanje trenja: Postoji nekoliko tehnika pomoću kojih se eksplozivi mogu testirati da bi se utvrdila njihova osetljivost na trenje. Jedan od najpopularnijih je ABL test trenja, koji koristi liniju eksploziva na pripremljenoj metalnoj ploči, postavljenoj ispred posebno pripremljenog metalnog točka koji se hidrauličnom presom gura na ploču. Metalna ploča se zatim udara klatnom da bi se pomerila, stiščući eksploziv između ploče i točka dok se ploča kreće. Inicijacija se određuje i analizira Brucetonovom analizom ili Neierovim d-optimalnim testom, kao što je gore navedeno. BAM testiranje trenja je slično, osim što se uzorak postavlja na keramičku ploču koja se zatim pomera sa jedne na drugu stranu dok keramički klin deluje silom na uzorak.

- Elektrostatičko pražnjenje: Testiranje na ESD, odnosno osetljivost eksploziva na „iskrice“ se vrši pomoću mašine dizajnirane da se iz kondenzatora isprazni kroz pripremljeni uzorak. Dizajn Sandia National Labs koristi iglu za potapanje koja probija ćeliju uzorka i istovremeno ispušta iskru. Količina energije koja se ispušta u ćeliju postaje varijabla u kojoj se izvodi Brucetonova analiza ili Neier d-optimalni test da bi se odredila osetljivost na varnice.

- Termička osetljivost: Određivanje tačke u kojoj jedinjenje može da detonira u zatvorenom prostoru sa termičkim stresom je korisno. Fiksna količina materijala se stavlja u aluminijumsku školjku za peskarenje i pritiska na mesto pomoću aluminijumskog čepa. Uzorak se uranja u vruću metalnu kupku i meri se vreme do detonacije. Ako je duže od 60 sekundi, novi uzorak se ponovo pokreće na višoj temperaturi. Na ovaj način je moguće odrediti temperaturu na kojoj će eksploziv detonirati u maloj skali. Za razliku od drugih gorenavedenih testova, ova cifra je pogrešna jer eksplozivi imaju više termičkih problema u velikim razmerama. Zbog toga su brojke toplotne osetljivosti utvrđene ovom tehnikom veće nego što bi se očekivalo u stvarnom svetu. Ispitivanje toplotne sigurnosti se takođe može izvršiti putem diferencijalna skenirajuća kalorimetrija, u kojoj se mali (podmiligramski) uzorak stavlja u ćeliju za uzorke, a temperatura se polako povećava. Kalorimetar određuje koliko je energije potrebno za povećanje temperature uzorka. Pomoću ovog uređaja mogu se odrediti karakteristike kao što su tačka topljenja, fazni prelazi i temperatura raspadanja eksploziva.

Kada se koriste zajedno, ovi brojevi se mogu koristiti za određivanje potencijalnih pretnji koje predstavljaju energetski materijali kada se koriste na terenu. Ne može se dovoljno naglasiti da su ove brojke relativne; kada utvrdimo da je osetljivost eksploziva na udar niža od one kod testiranog eksploziva od PETN-a, na primer, broj proizveden u testu udara je bezdimenzionalni, ali to znači da se očekuje da će biti potreban veći udar da bi se detonirao nego PETN. Stoga će iskusni tehničar koji radi sa sirovim PETN-om znati da novi eksploziv nije toliko osetljiv na udar. Međutim, mogao bi biti osetljiviji na trenje, varnice ili termičke probleme. Ovi uslovi se moraju uzeti u obzir pre nego što se bilo koje jedinjenje skladišti, rukuje ili koristi na terenu.

## Vatromet
U Holandiji, Holandska organizacija za primenjena naučna istraživanja testira bezbednost vatrometa .  Prema izveštaju Holandskog odbora za bezbednost iz 2017. godine, 25% svih testiranih vatrometa nije ispunilo bezbednosne standarde i zabranjeno im je za prodaju.  Od 2010. testiranje bezbednosti vatrometa je obavezno u celoj Evropskoj uniji, ali kompanijama je dozvoljeno da testiraju svoje proizvode u jednoj državi članici pre nego što ih uvoze i prodaju u drugoj. 

## Spoljašnje veze
- ISEE je vodeća organizacija koja okuplja stručnjake iz oblasti eksploziva. Na njihovom sajtu se mogu naći brojni resursi, uključujući vodiče i standarde za ispitivanje eksploziva.
- ATF pruža informacije o zakonodavstvu, sigurnosnim standardima, i protokolima za ispitivanje i rukovanje eksplozivima u SAD. Korisni dokumenti i publikacije su dostupni na njihovom sajtu.
- Ovaj link vodi ka direktivama EU koje regulišu bezbednost eksploziva. Sajt sadrži detalje o pravilima koja se odnose na testiranje i sertifikaciju eksploziva.
- Na sajtu OSHA (Uprava za bezbednost i zdravlje na radu u SAD) može se pronaći specifični standardi koji se odnose na eksplozive i sredstva za detonaciju, uključujući procedure za ispitivanje.
- Ova američka vladina agencija se bavi smanjenjem pretnji od eksploziva i oružja za masovno uništenje. Na njihovom sajtu su dostupni resursi o ispitivanju i bezbednosti eksploziva, uključujući najnovija istraživanja.
- DTIC je izvor za pristup tehničkoj dokumentaciji koja uključuje istraživanja o eksplozivima i bezbednosti. Može da se pretražuju dokumenti koji pokrivaju specifične aspekte ispitivanja eksploziva.
- Ovaj časopis objavljuje istraživačke radove o eksplozivima, njihovoj stabilnosti i metodama ispitivanja. Istraživanja objavljena ovde često uključuju najnovije metode ispitivanja i tehnološke inovacije u oblasti energetskih materijala.
- Ovaj naučni časopis sadrži članke o opasnim materijalima, uključujući eksplozive. Mogu da se pronađu istraživanja o metodama ispitivanja bezbednosti i proceni rizika.